# Bahnhof Kaponig
Der Bahnhof Kaponig (bis 1974 „Obervellach“) war von 1909 bis 1999 eine Station an der Tauernbahn-Südrampe in Kärnten, Österreich.

## Stationsname
Der Bahnhof trug zu Beginn die Bezeichnung Obervellach (manche Ortsbezeichnungen lauten hierbei auch auf „Ober Vellach“). 1974 wurde der Bahnhof in Kaponig umbenannt (Kaponig ist der Name einer Streusiedlung von einigen Bergbauernhöfen bzw. Gebäuden oberhalb der Bahnlinie).

## Lage
Der Bahnhof lag ursprünglich (d. h. vor dem Streckenneubau) ca. 6 Bahnkilometer südlich des Bahnhofs Mallnitz bzw. 38 km nördlich von Spittal bei Bahnkilometer 51,5 bis 52. Die Station wurde in teilweise steilem Gelände im Bogen um einen südlichen Berghang des Unteren Sickerkopfs herum angelegt. Hierzu waren hohe Stützmauern und Aufschüttungen erforderlich. Mit einer Meereshöhe von 1052 m liegt die Station nahezu 400 m über dem Fluss Möll sowie 365 m über dem Ortskern der Marktgemeinde Obervellach im Mölltal.
Das ehemalige Bahnhofgebäude war und ist über eine Zufahrtsstraße mit Serpentinen erreichbar. Es liegt westlich der Neubaustrecke der Bahn. Die Trasse der stillgelegten Bahnstrecke wird als Feld- und Fahrradweg genutzt.

## Bauten und Technik
Das Aufnahmegebäude mit dem charakteristischen Erker ist ein Typenbau der k.k. Staatsbahnen, wie er z. B. auch in den Bahnhöfen Angertal, Penk und Maria Rain angewandt wurde. Der Bahnsteig am Aufnahmegebäude ist gedeckt („Veranda“).

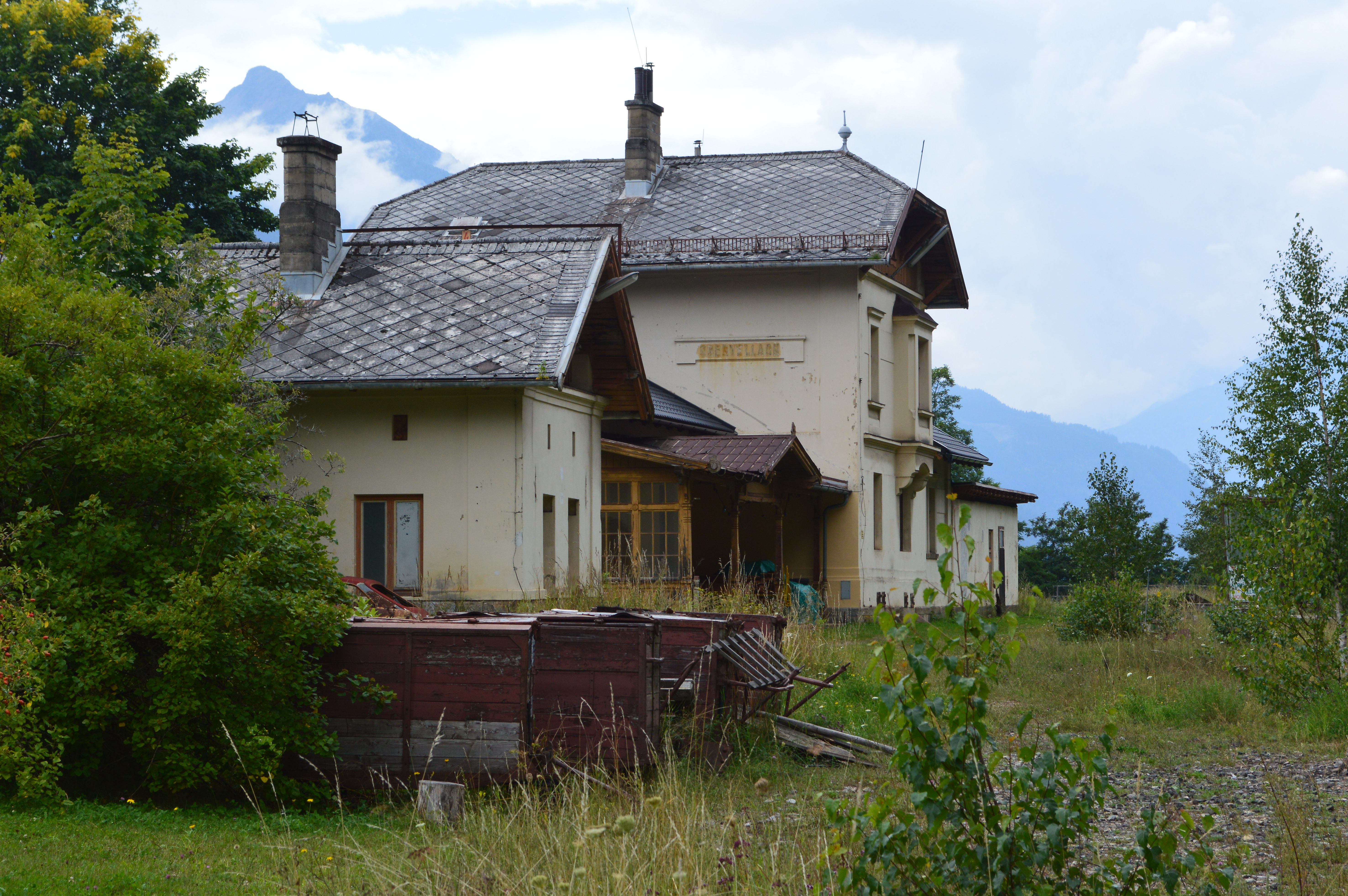
Aufnahmegebäude Kaponig

Neben dem Aufnahmegebäude verfügte der Bahnhof u. a. über folgende weitere Gebäude:
- Ein Nebengebäude mit Toiletten.
- Ein Buffet (in Fachwerksbauart), später durch eine Bahnhofsrestauration ersetzt.
- Personalwohnhäuser (am südlichen Bahnhofsende sowie unterhalb des Bahnhofs gelegen).
- Zwei Stellwerkshäuschen für fernbediente Weichen. Ca. 1940 wurden diese durch größere Stellwerke ersetzt, wobei das nördliche Stellwerk – gleichzeitig mit der Verlängerung der Bahnhofsgleise – weiter in Richtung Mallnitz gerückt wurde und heute noch existiert.
- Ein Eilgutmagazin bzw. Güterschuppen (abgerissen).[2]
- Eine Bergstation der Seilbahn nach Obervellach (abgerissen).
- Eine Bergstation einer Materialseilbahn (abgerissen).

Für die Ergänzung der Wasservorräte der Lokomotiven verfügte der Bahnhof über einen Wasserbehälter (der über eine Treppe an der Futtermauer erreichbar war) sowie zwei freistehende Wasserkräne.

Die nutzbare Gleislänge der Durchgangsgleise betrug ursprünglich 415 m bzw. 436 m bei einem Gleisradius von ca. 300 m und einem Gefälle von 2,3 ‰.

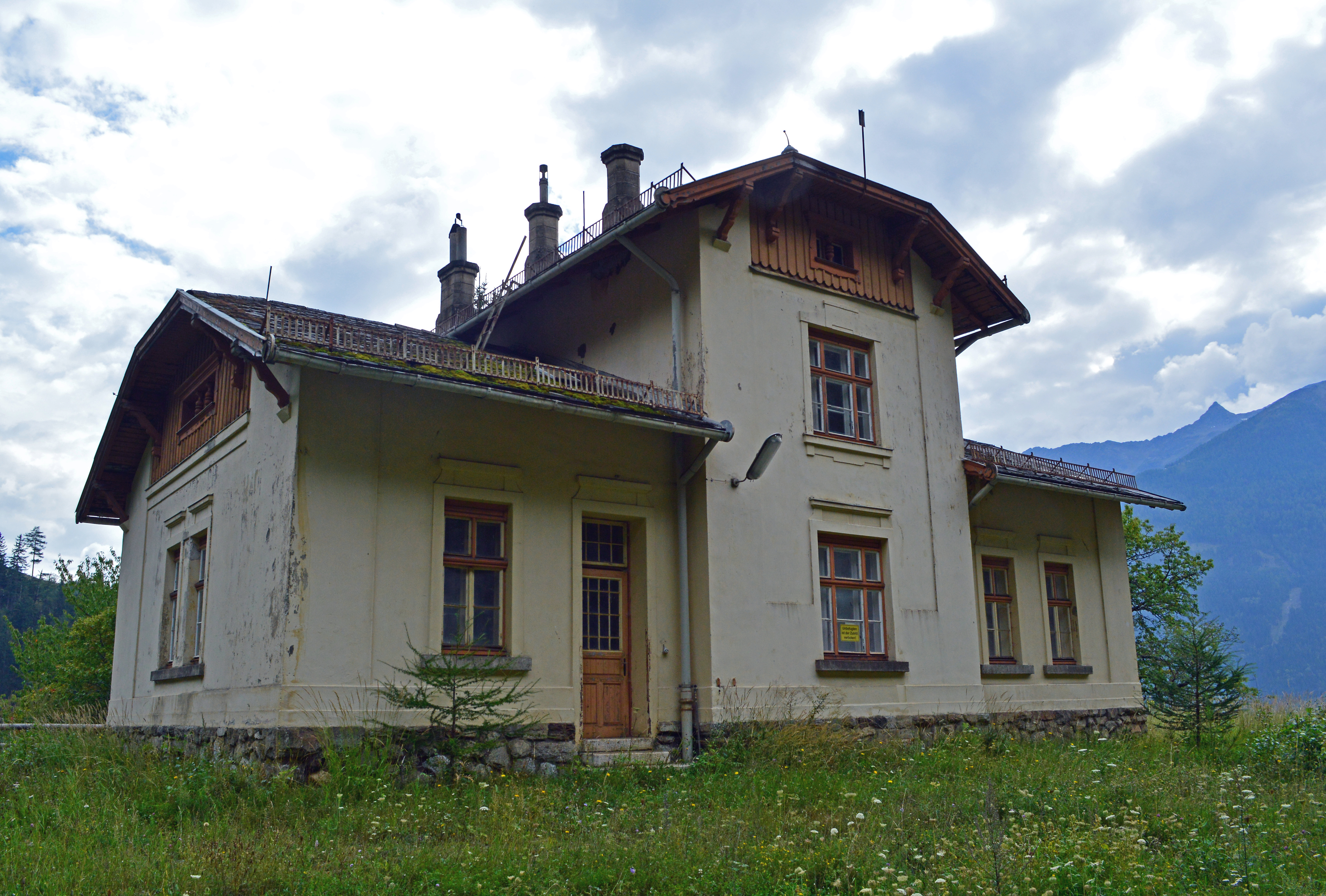
Wohngebäude, Bahnhof Kaponig

## Geschichte

### 1900 bis 1904
- 1900: Im Juni fand die Begehung der Südrampe statt. Zur Diskussion standen u. a. die Lage der Bahnhöfe.[3]
- Die ursprüngliche Planung sah einen Bahnhof in Groppenstein (zwischen zwei Kehrschleifen liegend) und einen Bahnhof in Obervellach vor. Die Gemeinden Stall, Rangersdorf und Winklern plädierten für eine Verlängerung der Bahnstrecke nach der Schleife bei Groppenstein bis zum Talgrund, um einen für Touristen geeigneten Anschluss in Richtung Heiligenblut zu ermöglichen. Die Gemeinde Obervellach bat um eine Tieferlegung der Bahn, um Kosten für den Straßenbau zu reduzieren und den Frachtverkehr zu ermöglichen (alternativ wurde ein Personen- und Frachtaufzug erbeten). Die Streckenkommission lehnte aber die Tieferlegung der Trasse ab, um kostspielige Hochwasserschutzbauten am Talgrund zu vermeiden. Ebenso wurden die Pläne für eine Station Groppenstein verworfen. Die Baukosten wurden dadurch nicht reduziert, die Strecke aber insgesamt verkürzt.[3][4]

### 1905 bis 1939
- 1905: Die Firma Redlich & Berger errichtete im zweiten Stock des Schlosses Trabuschgen ihr Baubüro für den Bau der Tauernbahn.[5] Für den Materialtransport wurde die Firma Bleichert (Leipzig) beauftragt, eine 1.400 m lange Seilbahn von Nähe Obervellach zum Kaponigbach zu errichten, die eine Höhendifferenz von 390 Meter überwindet.[3]
- 1909, 8. Februar: Die Materialseilbahn wurde abgebaut.[3]
- 1909: Am 5. Juli wurde die Südrampe der Tauernbahn durch Kaiser Franz Joseph I. eröffnet. In der Station Obervellach wurde der Kaiser von Ehrengästen, Kindern und Vereinen begrüßt.[6] Der Bahnhof Obervellach nahm seinen regulären Betrieb auf für den „Personen- und Gepäckverkehr, sowie für den beschränkten Eilgutverkehr (Kolli bis 50 kg, keine explosiven Gegenstände, unverpackte lebende Tiere, und Gegenstände, deren Verladung besondere Vorsicht erfordert oder Schwierigkeiten bereitet)“.[7] Er verfügte über drei Bahnhofsgleise für Zugkreuzungen und Überholungen auf der eingleisigen Strecke. Die Einfahrsignale standen in mechanischer Abhängigkeit von der Weichenstellung.[3] Am Bahnhof hielten auch Fernzüge nach Triest.
- ca. 1916 bis ca. 1921: Eine Materialseilbahn transportierte Erze zur Verladung hinauf zum Bahnhof.
- 1931, 21. Jänner: Eröffnung der Seilbahn von Obervellach zur Bahnstation[8].
- 1935: Die Südrampe der Tauernbahn wurde elektrifiziert.

Gleisplan ab 1909

Der Gleisplan von 1916 zeigt u. a. folgende Details:
- Asymmetrische Dreiwegweichen an beiden Bahnhofsenden.
- Das Gebäude der Materialseilbahn.
- Kein Stumpfgleis am talseitigen Bahnhofsende.

| Bahnhofsgleisplan von Obervellach (Zeitraum: 1909–1939) |                                                     |  |  |  |  |  |  |  |  |  |  |  |  |  |  |  |  |  |  |  |  |  |
| {\displaystyle \leftarrow } Schwarzach St. Veit | Spittal-Millstättersee {\displaystyle \rightarrow } |  |  |  |  |  |  |  |  |  |  |  |  |  |  |  |  |  |  |  |  |  |
| \| \| \| \| \| \| \| \| \| \| \| \| \| \| \| \| \| \| \| \| \| \| \| \| \| \| \| \| \| \| \| \| \| \| \| \| \| \| \| \| \| \| \| \| \| \| \| \| \| \| \| \| \| \| \| \| \| \| \| \| \| \| \| \| \| \| \| \| \| \| \| \| \| \| \| \| \| \| \| \| \| \| \| \| \| \| \| \| \| \| \| \| \| \| \| \| \| \| \| \| \| \| \| \| \| \| \| \| \| \| \| \| \| \| \| \| \| \| \| \| |                                                     |  |  |  |  |  |  |  |  |  |  |  |  |  |  |  |  |  |  |  |  |  |
| |                                                     |  |  |  |  |  |  |  |  |  |  |  |  |  |  |  |  |  |  |  |  |  |
| |                                                     |  |  |  |  |  |  |  |  |  |  |  |  |  |  |  |  |  |  |  |  |  |
| |                                                     |  |  |  |  |  |  |  |  |  |  |  |  |  |  |  |  |  |  |  |  |  |
| |                                                     |  |  |  |  |  |  |  |  |  |  |  |  |  |  |  |  |  |  |  |  |  |
| |                                                     |  |  |  |  |  |  |  |  |  |  |  |  |  |  |  |  |  |  |  |  |  |
| |                                                     |  |  |  |  |  |  |  |  |  |  |  |  |  |  |  |  |  |  |  |  |  |

### 1940 bis 1980
- 1940: Während des Zweiten Weltkriegs wurden die drei Durchgangsgleise auf ca. 600 m verlängert, um die Einheitsmilitärzüge aufnehmen zu können, welche eine nutzbare Gleislänge von 540 m erforderten.[8] Dazu mussten auch bis zu 16 m hohe Futtermauern sowie ein Hangviadukt neu errichtet werden. Am nördlichen Bahnhofsende wurde ein neues Stellwerk errichtet. Stellwerk am nördlichen Bahnhofsende

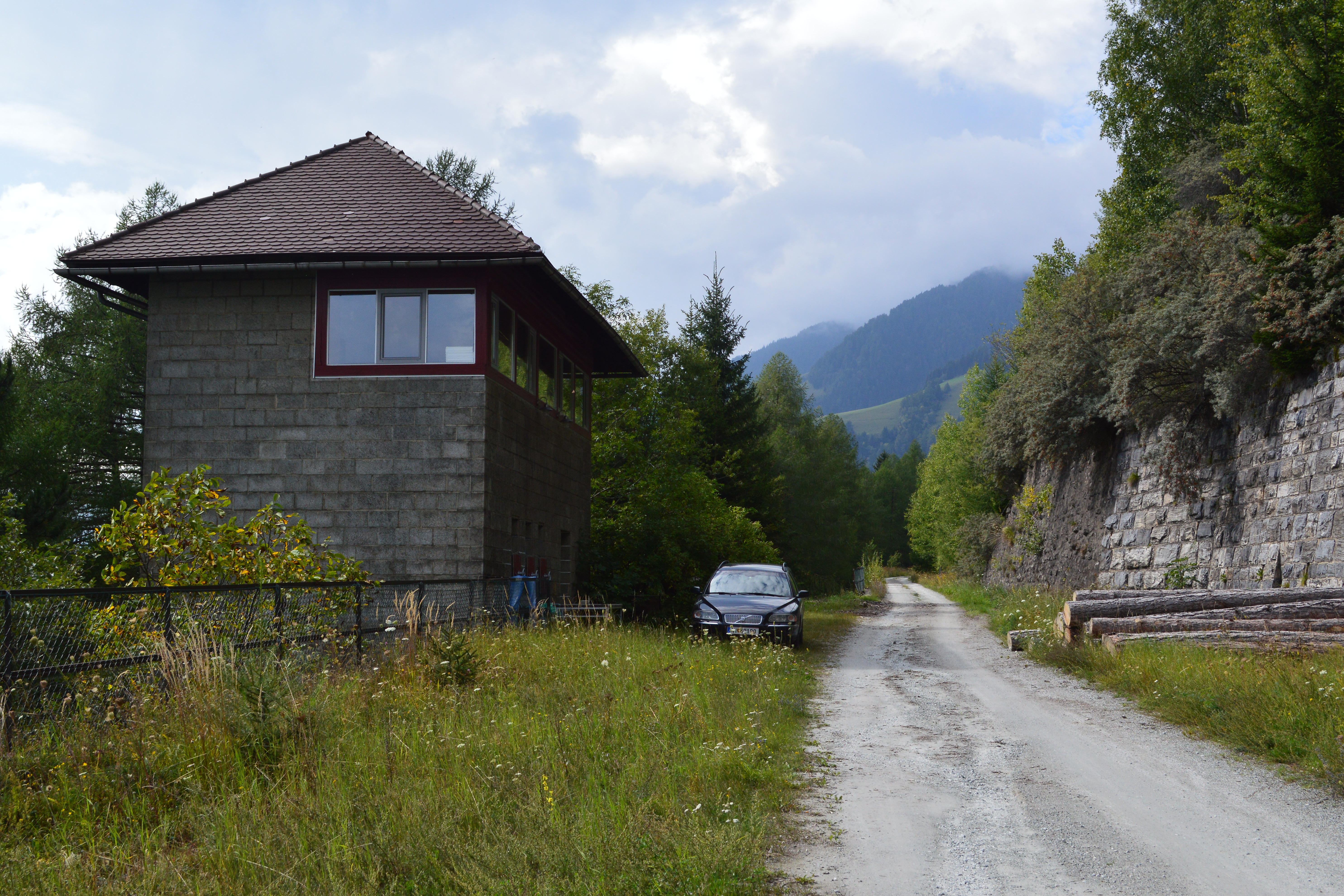
Stellwerk am nördlichen Bahnhofsende

- 1970er-Jahre: Der Bahnhof wurde mit einem Drucktastenstellwerk (von Siemens) ausgestattet.[9]
- 1975: Umbenennung des Bahnhofs in „Kaponig“.
- 1975, 31. Dezember: Einstellung des Seilbahnbetriebs.[8]
- 1976: Der Bahnhof war nunmehr unbesetzt und es fand keine Güterverladung mehr statt.[10]

Gleisplan 1978

Der Gleisplan von 1978 zeigt die Bergstation der stillgelegten Seilbahn Obervellach neben dem Gütergleis.
| Bahnhofsgleisplan von Obervellach (Zeitraum: 1949–1978) |                                                     |  |  |  |  |  |  |  |  |  |  |  |  |  |  |  |  |  |  |  |  |  |
| {\displaystyle \leftarrow } Schwarzach St. Veit | Spittal-Millstättersee {\displaystyle \rightarrow } |  |  |  |  |  |  |  |  |  |  |  |  |  |  |  |  |  |  |  |  |  |
| \| \| \| \| \| \| \| \| \| \| \| \| \| \| \| \| \| \| \| \| \| \| \| \| \| \| \| \| \| \| \| \| \| \| \| \| \| \| \| \| \| \| \| \| \| \| \| \| \| \| \| \| \| \| \| \| \| \| \| \| \| \| \| \| \| \| \| \| \| \| \| \| \| \| \| \| \| \| \| \| \| \| \| \| \| \| \| \| \| \| \| \| \| \| \| \| \| \| \| \| \| \| \| \| \| \| \| \| \| \| \| \| \| \| \| \| \| \| \| \| \| \| \| \| \| \| \| \| \| \| \| \| \| \| \| \| \| \| \| \| \| \| \| \| |                                                     |  |  |  |  |  |  |  |  |  |  |  |  |  |  |  |  |  |  |  |  |  |
| |                                                     |  |  |  |  |  |  |  |  |  |  |  |  |  |  |  |  |  |  |  |  |  |
| |                                                     |  |  |  |  |  |  |  |  |  |  |  |  |  |  |  |  |  |  |  |  |  |
| |                                                     |  |  |  |  |  |  |  |  |  |  |  |  |  |  |  |  |  |  |  |  |  |
| |                                                     |  |  |  |  |  |  |  |  |  |  |  |  |  |  |  |  |  |  |  |  |  |
| |                                                     |  |  |  |  |  |  |  |  |  |  |  |  |  |  |  |  |  |  |  |  |  |
| |                                                     |  |  |  |  |  |  |  |  |  |  |  |  |  |  |  |  |  |  |  |  |  |
| |                                                     |  |  |  |  |  |  |  |  |  |  |  |  |  |  |  |  |  |  |  |  |  |

### 1980 bis 1990
- Eine von mehreren Streckenvarianten zum Ausbau der Tauernbahn sah u. a. eine vom Bahnhof Kaponig ausgehende Stahlbetonbrücke von 240 m Bogenspannweite und 190 m Höhe vor, die in Richtung des heutigen Südportals des Ochenig-Tunnels geführt hätte.[10]
- 1981: Im Bahnhof Mallnitz entrollte die E-Lokomotive 1041.07 ohne Lokführer und wurde in Kaponig kontrolliert über einen Gleisabschluss gefahren.[11]

### 1990 bis 1999
- 1990: Für den Bau der Neubaustrecke wurde ein Durchfahrtsgleis des Bahnhofs abgebaut, um eine Baustraße anlegen zu können.
- 1999: Der Bahnhof wurde mit der Inbetriebnahme der Neubaustrecke durch Kaponig-Tunnel (5096 m) und Ochenig-Tunnel (691 m) umfahren und daher aufgelassen.

| Bahnhofsgleisplan von Kaponig (Zeitraum: 1990–1999) |                                                     |  |  |  |  |  |  |  |  |  |  |  |  |  |  |  |  |  |  |  |  |  |
| {\displaystyle \leftarrow } Schwarzach St. Veit | Spittal-Millstättersee {\displaystyle \rightarrow } |  |  |  |  |  |  |  |  |  |  |  |  |  |  |  |  |  |  |  |  |  |
| \| \| \| \| \| \| \| \| \| \| \| \| \| \| \| \| \| \| \| \| \| \| \| \| \| \| \| \| \| \| \| \| \| \| \| \| \| \| \| \| \| \| \| \| \| \| \| \| \| \| \| \| \| \| \| \| \| \| \| \| \| \| \| \| \| \| \| \| \| \| \| \| \| \| \| \| \| \| \| \| \| \| \| \| \| \| \| \| \| \| \| \| \| \| \| \| \| \| \| \| \| \| \| \| \| \| \| \| \| \| \| \| \| \| \| \| \| \| \| \| |                                                     |  |  |  |  |  |  |  |  |  |  |  |  |  |  |  |  |  |  |  |  |  |
| |                                                     |  |  |  |  |  |  |  |  |  |  |  |  |  |  |  |  |  |  |  |  |  |
| |                                                     |  |  |  |  |  |  |  |  |  |  |  |  |  |  |  |  |  |  |  |  |  |
| |                                                     |  |  |  |  |  |  |  |  |  |  |  |  |  |  |  |  |  |  |  |  |  |
| |                                                     |  |  |  |  |  |  |  |  |  |  |  |  |  |  |  |  |  |  |  |  |  |
| |                                                     |  |  |  |  |  |  |  |  |  |  |  |  |  |  |  |  |  |  |  |  |  |
| |                                                     |  |  |  |  |  |  |  |  |  |  |  |  |  |  |  |  |  |  |  |  |  |

### Nach 1999
- Einige Gebäude des ehemaligen Bahnhofes wurden von Privatpersonen erworben.
- Die Stützmauern des Bahnhofes wurden als Klettergarten[12] genutzt.
- Auf der stillgelegten Trasse der Tauernbahn führt ein Fahrradweg durch das ehemalige Bahnhofsgelände.
- 2020: Beginn der Bauarbeiten für das Wasserkraftwerk Obervellach II der Österreichischen Bundesbahnen (ÖBB) unter Nutzung des Bahnhofsgeländes. Der Speicherstollen (oberhalb der alten Bahntrasse) soll 60 000 m³ Wasser fassen, das Kraftwerk 38 Megawatt Bahnstrom erzeugen.[13]

## Obervellach und die Tauernbahn

### Frühe Planungen einer Anbindung an die Tauernbahn
Mit der Festlegung der Trasse der Tauernbahn-Südrampe 1903 erkannten die Gemeinden im Mölltal den Bedarf, eine geeignete Anbindung an die bis zu 400 m höher verlaufende Tauernbahn zu schaffen. Dabei waren verschiedene Alternativen im Gespräch:
- Eine Standseilbahn zum Bahnhof Obervellach (mit 1076 m Länge).
- Mehrere Streckenvarianten einer Lokalbahn im Mölltal mit Anbindung an die Tauernbahn, u. a. eine meterspurige, elektrische Lokalbahn (im Adhäsionsbetrieb) von Kolbnitz über den Danielsberg nach Obervellach.[15]
- Eine Seilschwebebahn.

Mit dem Beginn des Ersten Weltkrieges wurden die Planungen eingestellt.
1924/25 wurde erwogen, den für den Bau des Kraftwerks Mallnitz errichteten provisorischen Schrägaufzug für den Personen- und Gütertransport dauerhaft zu belassen. Eine herkömmliche Zufahrtsstraße kam in dieser Zeit wegen Geldmangels und mangelnder Betriebssicherheit im Winter nicht in Frage.

### Seilbahn Obervellach
Im April 1930 begann der Bau einer zweispurigen Seilbahn von 1005 m waagrechter Länge, 360 m Höhendifferenz und einer Zwischenstütze zur Verbindung des Bahnhofs mit dem Ort Obervellach. Die Betriebsaufnahme erfolgte im Jahr 1931. Die Bergstation befand sich direkt neben dem Aufnahmegebäude, die Talstation nahe der Pfarrkirche Obervellach auf einem Grundstück, das von Geheimrat Prof. Fr. Leopold Wenger, Besitzer des Schlosses Trabuschgen, abgetreten worden war. Heute erinnert ein Schild „Seilbahn-Platzl“ am Haus Obervellach 102 an den Standort der Talstation.
Die Seilbahn verfügte auf der rechten Spur über einen Personenwagen für 16 Personen, auf der linken Spur wechselbare Wägen für den Transport von Holz, Langeisen und sonstiger Ladung und war damit in Österreich die erste Seilbahn, die nicht für die ausschließliche Personenbeförderung errichtet wurde. Mit Hilfe von in den Gehängen integrierten, elektrisch betriebenen Hubwerken konnten die Güterwagen in den Stationen auf eine Rollbahn abgelassen werden. In der Bergstation war aufgrund der Steilheit des Geländes für diese Manipulation noch zusätzlich eine Schiebebühne erforderlich. Die Rollbahngleise an der Bergstation führten zum Magazin bzw. zur Güterverladerampe am Gütergleis des Bahnhofs mit Hilfe zweier Weichen und einer Drehscheibe.

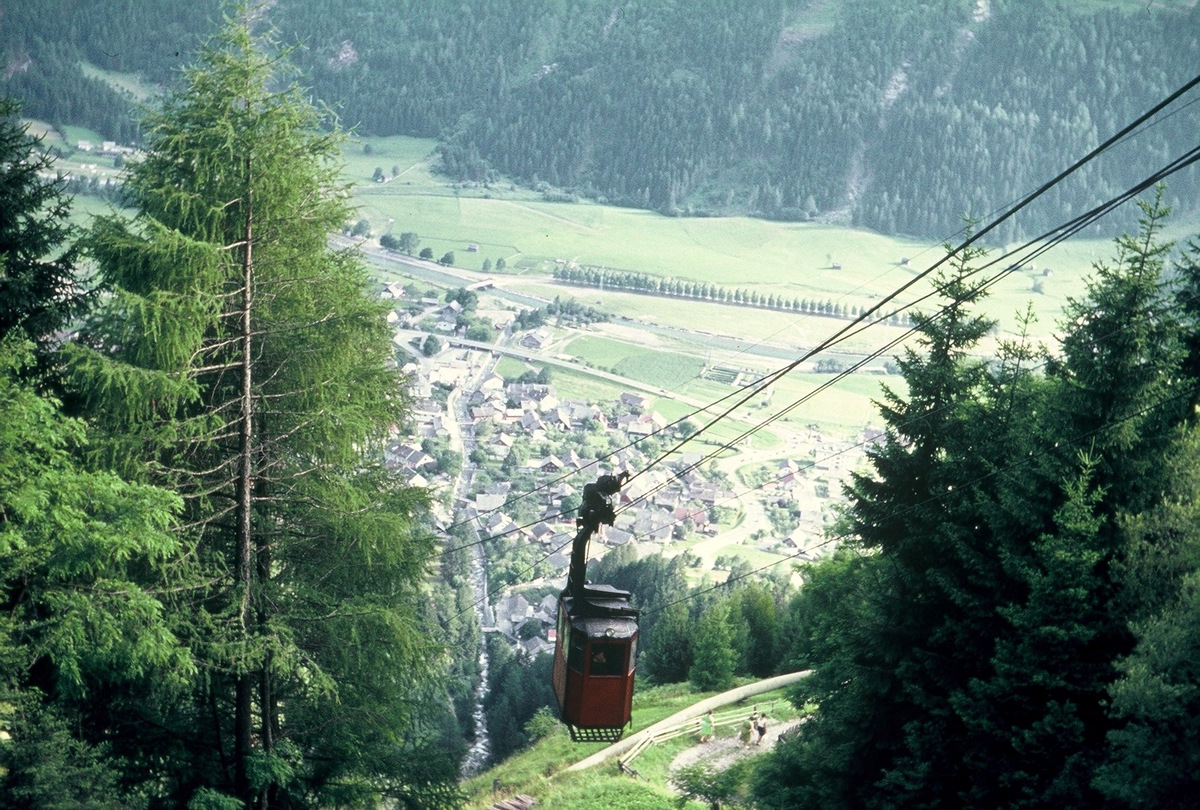
Die Seilbahn zum Bahnhof Obervellach im Juli 1970

1975 wurde die Seilbahn eingestellt und abgebaut, der Bahnhof Mallnitz wurde in Mallnitz-Obervellach umbenannt und von Obervellach ausgehend eine Buslinie dorthin eingerichtet.
Um während des Tunnelbaus Platz für eine Barackensiedlung zu schaffen, wurde ca. 1990 die ehemalige Bergstation der Seilbahn abgetragen.

### Bedeutung des Bahnhofs für den Tourismus
Die Tauernbahn unterstützt die Rolle Obervellachs als Luftkurort.

## Materialseilbahn

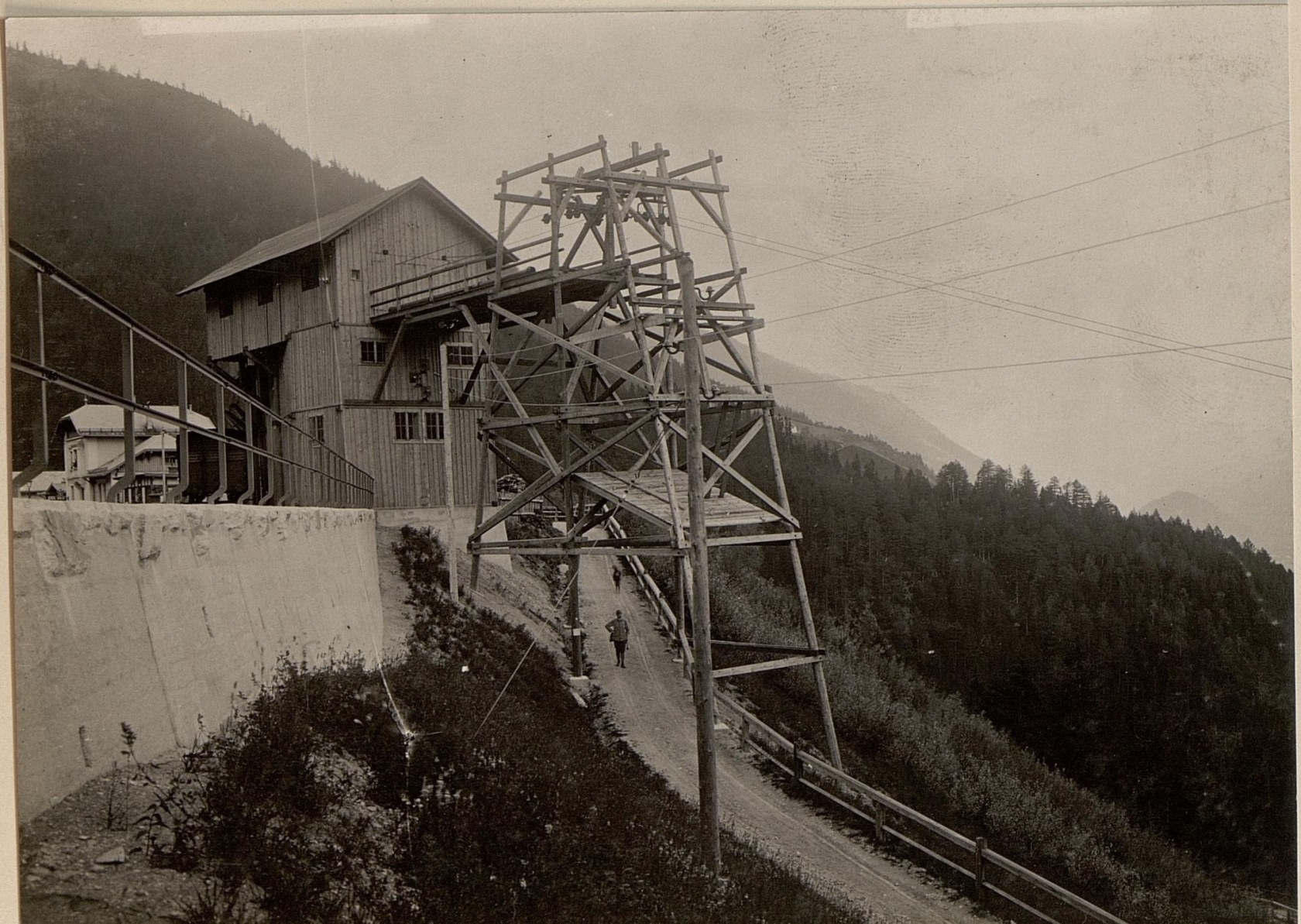
Bergstation der Materialseilbahn in Ober Vellach (1916)

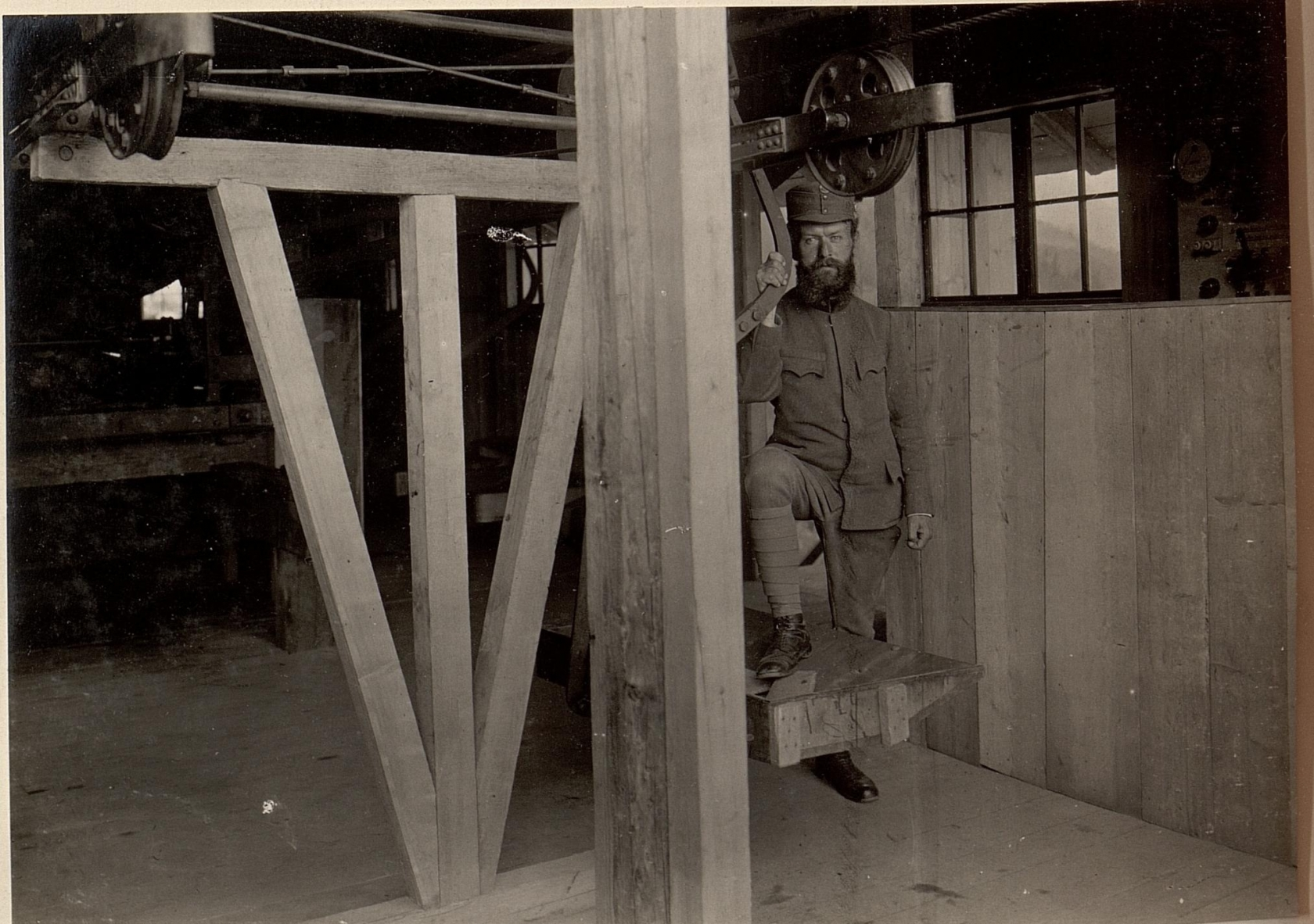
Schaltraum der Materialseilbahn in Ober Vellach (1916)

Während des Ersten Weltkriegs und bis 1921 wurde für den Abtransport von Erzen, die in Großfragant gewonnen wurden, u. a. neben der Rollbahn Großfragant eine elektrisch betriebene Umlauf-Materialseilbahn angelegt, die von Raufen (Ortschaft zugehörig Obervellach) zur dreigeschoßigen Bergstation am Bahnhof Obervellach führte. Die Seilbahn hatte eine Länge von ca. 1,2 km, überquerte die alte Straße nach Mallnitz etwas unterhalb der Kalvarienbergkapelle und überwand ca. 350 Höhenmeter. Der elektrische Antrieb befand sich in der Bergstation. Den Strom für die Antriebsstation lieferte das Elektrowerk Lassach der k.k. Staatsbahn. Eine entsprechende Stromleitung zur Bergstation verlief parallel zur Seilbahn.

## Aufnahmen aus dem 20. und 21. Jahrhundert
In einigen Online-Archiven finden sich weitere Bilder des Bahnhofs Kaponig:
| Motiv                 | Beschreibung                                                                 | Datum              | Quelle                  |
| --------------------- | ---------------------------------------------------------------------------- | ------------------ | ----------------------- |
| Materialseilbahn      | Seilbahnstation, Station der Tauernbahn Ober-Vellach                         | 1915–1918          | Öst. Staatsarchiv       |
| Materialseilbahn      | Motorraum der Antriebsstation S.80. Ober-Vellach                             | 1915–1918          | Öst. Staatsarchiv       |
| Materialseilbahn      | Hochspannungsraum in der Seilbahnstation, Ober-Vellach                       | 1915–1918          | Öst. Staatsarchiv       |
| Materialseilbahn      | Seilbahnstation und Schaltraum, Ober-Vellach                                 | 1915–1918          | Öst. Staatsarchiv       |
| Materialseilbahn      | Seilbahnstrecke, Übergang der Mallnitzer Straße, Ober-Vellach                | 1915–1918          | Öst. Staatsarchiv       |
| Gesamtansicht Bahnhof | Station Obervellach aus Blickrichtung Pfaffenberg                            | 1926               | Öst. Nationalbibliothek |
| Gesamtansicht Bahnhof | Station Obervellach aus Blickrichtung Pfaffenberg                            | 1932               | Öst. Nationalbibliothek |
| Gesamtansicht Bahnhof | Station Obervellach von der gegenüberliegenden Talseite                      | 1934               | Öst. Nationalbibliothek |
| Gesamtansicht Bahnhof | Station Obervellach, vom Tal aus gesehen                                     | 1930 (oder früher) | Öst. Nationalbibliothek |
| Seilbahn              | Seilbahnstation mit Blick auf Obervellach                                    | ?                  | Öst. Nationalbibliothek |
| Seilbahn              | Gondel der Seilbahn mit Blick auf Obervellach                                | 1934               | Öst. Nationalbibliothek |
| Bahnhofseinfahrt      | Kapponig-Viadukt (sic!) mit Bahnhof Obervellach im Hintergrund               | ?                  | Öst. Nationalbibliothek |
| Lage des Bahnhofs     | Luftbild: Obervellach im Mölltal mit Bahnhof (etwas unterhalb der Bildmitte) | 1930               | Öst. Nationalbibliothek |
| Aufnahmegebäude       | Bahnhof von der Bergseite                                                    | 1921               | imBild.TV               |
| Gesamtansicht Bahnhof | Bahnhof aus Blickrichtung Pfaffenberg                                        | 1927               | imBild.TV               |
| Bahnhofseinfahrt      | Laskitzer Viadukt mit Einfahrtsignal aus Richtung Villach                    | 1915               | imBild.TV               |
| Aufnahmegebäude       | Gesamtansicht Aufnahmegebäude und Nebengebäude                               | 2014               | Wikimedia Commons       |
| Aufnahmegebäude       | Aufnahmegebäude und Nebengebäude von der nördlichen Seite                    | 2014               | Wikimedia Commons       |
| Aufnahmegebäude       | Veranda                                                                      | 2014               | Wikimedia Commons       |
| Aufnahmegebäude       | Detail der Veranda                                                           | 2014               | Wikimedia Commons       |
| Aufnahmegebäude       | Detail der Veranda                                                           | 2014               | Wikimedia Commons       |
| Aufnahmegebäude       | Detail der Veranda                                                           | 2014               | Wikimedia Commons       |
| Wohngebäude           | Wohngebäude am südlichen Bahnhofsende                                        | 2014               | Wikimedia Commons       |
| Wohngebäude           | Wohngebäude am südlichen Bahnhofsende                                        | 2014               | Wikimedia Commons       |
| Stellwerk             | Stellwerk am nördlichen Bahnhofsende                                         | 2014               | Wikimedia Commons       |
| Gesamtansicht Bahnhof | Station Obervellach aus Blickrichtung Pfaffenberg                            | 2017               | Wikimedia Commons       |

## Sonstiges
Der Bahnhof Kaponig wurde in diversen Modellbahnanlagen im Maßstab 1:87 und 1:160 dargestellt.